# (35020) 1981 EJ12
1981 EJ12 (asteroide 35020) é um asteroide da cintura principal. Possui uma excentricidade de 0.12120690 e uma inclinação de 3.99361º.
Este asteroide foi descoberto no dia 1 de março de 1981 por Schelte J. Bus em Siding Spring.